# Державний кордон Чилі

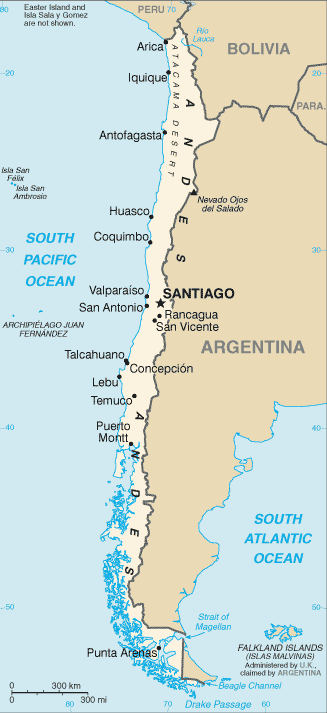
Карта Чилі

Державний кордон Чилі — державний кордон, лінія на поверхні Землі та вертикальна поверхня, що проходить по цій лінії, що визначають межі державного суверенітету Чилі над власними територією, водами, природними ресурсами в них і повітряним простором над ними.

## Сухопутний кордон
Загальна довжина кордону — 7801 км. Чилі межує з 3 державами. Уся територія країни суцільна, тобто анклавів чи ексклавів не існує.
Ділянки державного кордону
| Держава   | Ділянка | Довжина (км) | Прикордонні регіони | Примітки |
| --------- | ------- | ------------ | ------------------- | -------- |
| Аргентина | схід    | 6691         |                     |          |
| Болівія   | північ  | 942          |                     |          |
| Перу      | північ  | 168          |                     |          |

## Морські кордони

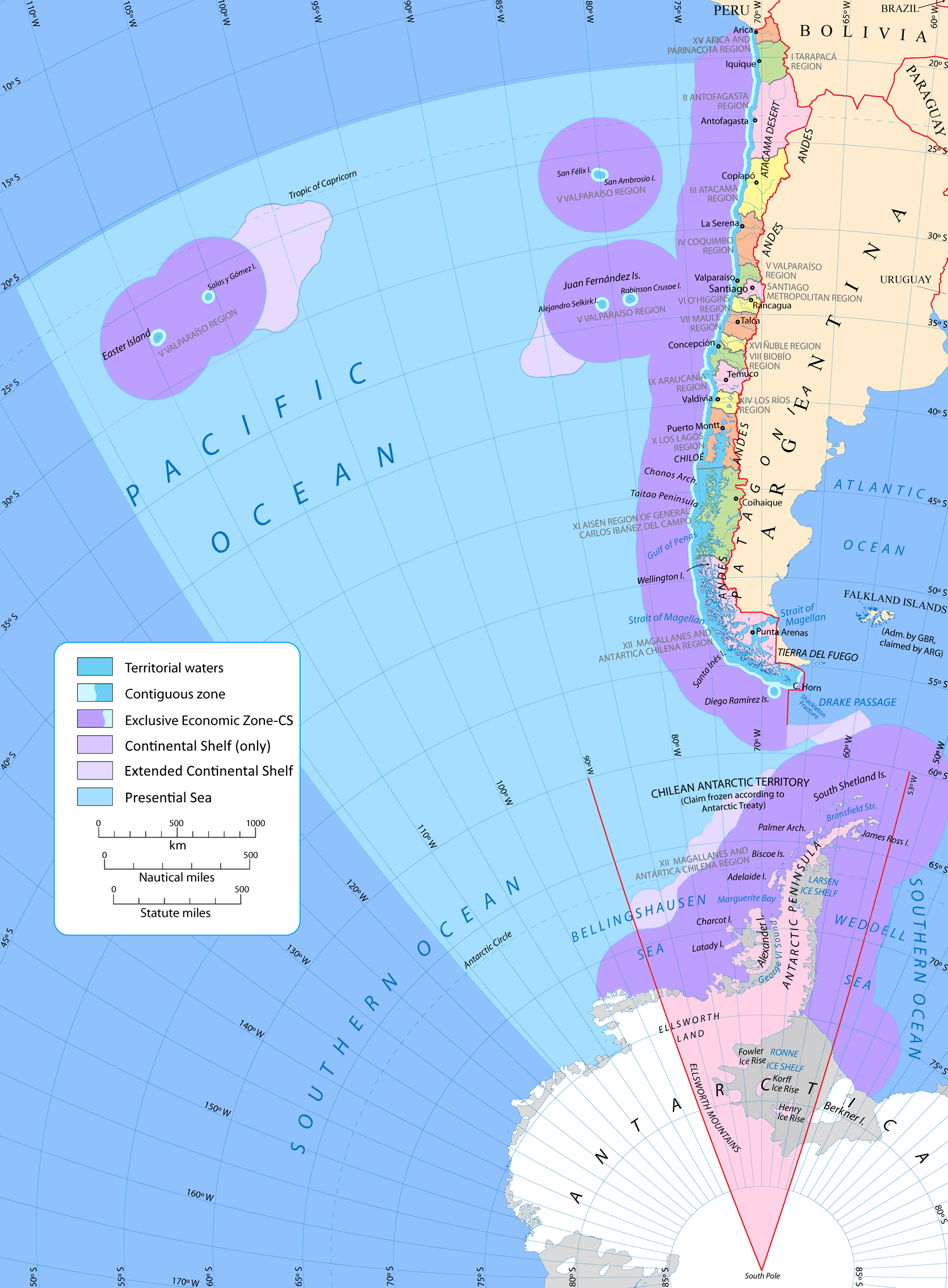
Морські кордони та антарктичні претензії Чилі

Чилі на заході омивається водами Тихого океану. Через Магелланову протоку Чилі має вихід до вод Атлантичного океану. Загальна довжина морського узбережжя 6435 км. Згідно з Конвенцією Організації Об'єднаних Націй з морського права (UNCLOS) 1982 року, протяжність територіальних вод країни встановлено в 12 морських миль (22,2 км). Прилегла зона, що примикає до територіальних вод, в якій держава може здійснювати контроль необхідний для запобігання порушень митних, фіскальних, імміграційних або санітарних законів простягається на 24 морські милі (44,4 км) від узбережжя (стаття 33). Виключна економічна зона встановлена на відстань 200 морських миль (370,4 км) від узбережжя. Континентальний шельф — від 200 до 350 морських миль.

## Спірні ділянки кордону
Чилі претендує на частину Антарктичного континенту — Чилійська Антарктида. На цій території розташовується українська антарктична дослідна станція «Академік Вернадський».